# 琴叶通泉草
琴叶通泉草（学名：Mazus celsioides）为玄参科通泉草属下的一个种。

## 扩展阅读
- 維基物種上的相關：琴叶通泉草